# Marah oregana
Marah oregana är en gurkväxtart som först beskrevs av John Torrey och Gray, och fick sitt nu gällande namn av T.J. Howell. Marah oregana ingår i släktet Marah och familjen gurkväxter. Inga underarter finns listade i Catalogue of Life.